# Alain Levent
Alain Levent, né le 15 septembre 1934 à Paris où il est mort le 28 août 2008, est un  directeur de la photographie et réalisateur français.

## Biographie
Après une sérieuse formation au laboratoire GTC, Alain Levent commence sa carrière en 1958 sur le tournage de Véronique et son cancre où il assiste le directeur de la photographie Charles Bitsch. Il est ensuite l’assistant des chefs opérateurs Henri Decaë (Le Beau Serge, Les Quatre Cents Coups…), Jean Penzer (Les Jeux de l'amour, Le Farceur), Nicolas Hayer (Le Signe du lion, Le Doulos) avant d’accéder au poste de cadreur aux côtés de Quinto Albicocco (Le Rat d’Amérique) et de Jean Rabier (Cléo de 5 à 7, Landru).
Le producteur Georges de Beauregard lui donne sa chance comme directeur de la photographie en 1964 avec un film à sketches : La Chance et l'Amour. Puis il enchaîne sur les films des réalisateurs Maurice Ronet (Le Voleur de Tibidabo), Léonard Kiegel (La Dame de pique), Jean-Daniel Pollet (Une balle au cœur, L’Acrobate), Jacques Rivette (La Religieuse, L’Amour fou). Il signe également les images « érotiques » du générique du Mépris de Jean-Luc Godard.
Sa carrière reste marquée par sa rencontre avec Jacques Brel dans les années 1968-1973. Entre collaboration professionnelle et amitié, il signe la photographie de cinq films que Brel interprète ou réalise : La Bande à Bonnot, Mon oncle Benjamin, Mont-Dragon, Franz, Le Far West.
Par ailleurs, Alain Levent réalise Le Bar de la Fourche en 1972 (images signées Emmanuel Machuel), avec Jacques Brel dans le rôle principal.
« Alain Levent n’est pas l’un de ces directeurs de la photo qui imposent leur “style”. D’une part, il se fond dans le désir du metteur en scène et, d’autre part, s’emploie à capter les vibrations singulières du visage des comédiens. Sa caméra n’enjolive pas, elle révèle, elle humanise, elle approfondit. » (N. T. Binh, La Lettre de l’AFC, no 180 afcinema.com).
Dans les années 1980, il réalise plusieurs films pour la télévision. Il adapte et réalise Comme le temps passe, d’après le roman de Robert Brasillach, avec Patrick Bouchitey et Thérèse Liotard dans les rôles principaux (2 × 90 min). En 1981, il tourne Carte vermeil, d’après Boileau-Narcejac, avec Jean-Pierre Aumont et Micheline Presle, puis La Traversée de l’Islande en 1982. Enfin il signe deux adaptations de Maigret avec Jean Richard dans le rôle du commissaire : La Colère de Maigret et Maigret à Vichy.
Sa carrière de directeur de la photographie se poursuit parallèlement jusqu’en 2006.
Entre cinéma et téléfilms, il n’a jamais cessé d’être actif, auprès de réalisateurs comme Édouard Molinaro, Roger Hanin, Laurent Heynemann, Bertrand Tavernier, Jean-Claude Guiguet, Samuel Fuller, Nouri Bouzid, Mehdi Charef, Pierre Boutron…
« Une autre caractéristique d’Alain se devine en parcourant les titres de sa filmographie : l’engagement. Les causes généreuses lui donnaient des ailes. Pour lui, faire du cinéma était une manière de désobéissance civile, et les sujets des films qu’on lui proposait interrogeaient la société de leur temps : l’intolérance (La Religieuse), la colonisation (Loin du Vietnam), la torture (La Question), la spéculation immobilière (Des enfants gâtés)… à chaque fois, ces titres sont parmi les plus “politiques” de leurs auteurs.
Cet engagement, Alain Levent lui a été fidèle jusqu’à la fin. Conjugué à un esprit aventurier, il lui a permis, ces dernières années, de tourner, parfois à l’étranger et dans des conditions difficiles, au service de cinéastes singuliers et révoltés comme Nouri Bouzid, Mehdi Charef, ou Randa Chahal Sabbag. » (N. T. Binh, La Lettre de l’AFC, no 180 afcinema.com).
« Ce qui est excitant dans la mise en lumière d’un lieu, c’est qu’en choisissant l’importance de l’ombre et de la lumière, on révèle les centres d’intérêt dramaturgiques qui aideront à raconter l’histoire. C’est le seul trajet que l’on doit trouver et suivre quand on éclaire un décor. » Alain Levent, cité par Armand Marco (La Lettre de l’AFC, no 180 afcinema.com).

## Filmographie partielle

### Comme réalisateur et scénariste
- 1972 : Le Bar de la Fourche
- 1980 : Comme le temps passe (TV)
- 1981 : Carte Vermeil (TV)
- 1983 : La Colère de Maigret (TV)
- 1983 : La Traversée de l'Islande (TV)
- 1984 : Maigret à Vichy (TV)

### Comme directeur de la photographie

#### Longs métrages
- 1962 : Cléo de 5 à 7 de Agnès Varda
- 1963 : Cover-girls de José Bénazéraf co-Alain Derobe
- 1963 : 24 heures d'un Américain à Paris / Paris Erotika de José Bénazéraf co-Alain Derobe
- 1963 : Le Mépris (prologue non crédité) de Jean-Luc Godard
- 1963 : Paris vu par… (sketch "Place de l’Étoile") de Éric Rohmer
- 1963 : Paris vu par… (sketch "Rue Saint-Denis") de Jean-Daniel Pollet
- 1964 : Le Voleur du Tibidabo de Maurice Ronet
- 1964 : La Chance et l'Amour (sketch La Chance du guerrier) de Claude Berri [4]
- 1965 : Le Vampire de Düsseldorf de Robert Hossein
- 1965 : La Dame de pique de Léonard Keigel
- 1965 : La Religieuse de Jacques Rivette
- 1966 : Objectif 500 millions de Pierre Schoendoerffer
- 1966 : Un choix d'assassins de Philippe Fourastié
- 1966 : Une balle au cœur de Jean-Daniel Pollet
- 1967 : Lamiel de Jean Aurel
- 1967 : Un épais manteau de sang de José Bénazéraf
- 1967 : Les Gauloises bleues de Michel Cournot
- 1967 : Loin du Vietnam de Chris Marker (séquence de Jean-Luc Godard[5])
- 1967 : L’Amour fou de Jacques Rivette
- 1968 : Il pleut dans mon village de Aleksandar Petrović
- 1968 : La Bande à Bonnot de Philippe Fourastié
- 1969 : Love and Anger (sketch Évangile 70 de Jean-Luc Godard[6])
- 1969 : Mon oncle Benjamin de Édouard Molinaro
- 1970 : Le Mur de l'Atlantique de Marcel Camus
- 1970 : La Poupée rouge de Francis Leroi
- 1971 : On est toujours trop bon avec les femmes de Michel Boisrond
- 1971 : Franz de Jacques Brel
- 1973 : Le Sexe nu de José Bénazéraf
- 1973 : Le Far West de Jacques Brel
- 1974 : Dracula père et fils d'Édouard Molinaro
- 1974 : Le Cri du cœur de Claude Lallemand
- 1975 : Le Faux-cul, de Roger Hanin
- 1975 : L’Acrobate de Jean-Daniel Pollet
- 1977 : La Question de Laurent Heynemann
- 1977 : Des enfants gâtés de Bertrand Tavernier
- 1979 : Le Mors aux dents de Laurent Heynemann
- 1981 : Brantôme 81 : Vie de dames galantes de José Bénazéraf
- 1985 : L'Homme qui n'était pas là de René Féret
- 1986 : Faubourg Saint-Martin de Jean-Claude Guiguet
- 1989 : Manika, une vie plus tard de François Villiers
- 1990 : Contretemps de Jean-Daniel Pollet
- 1991 : Bezness de Nouri Bouzid
- 1992 : Le Mirage de Jean-Claude Guiguet
- 1999 : Le Monde de Marty de Denis Bardiau
- 2000 : Marie-Line de Mehdi Charef
- 2001 : La Fille de Keltoum  de Mehdi Charef
- 2003 : Le Cerf-volant de Randa Chahal Sabbagh

#### Téléfilms
- 1978 : Messieurs les ronds-de-cuir (téléfilm) de Daniel Ceccaldi
- 1978 : Madame le juge, épisode Le Dossier Françoise Muller d’Édouard Molinaro
- 1982 : La Veuve rouge de Édouard Molinaro
- 1983 : Le Dernier Civil de Laurent Heynemann
- 1983 : Elle voulait faire du cinéma de Caroline Huppert
- 1985 : L'Ordre d'Étienne Périer
- 1986 : Un métier de seigneur de Édouard Molinaro
- 1987 : La Madone et le Dragon (en) (The Madonna and the Dragon) de Samuel Fuller
- 1994 : Couchettes express de Luc Béraud
- 2003 : L’Affaire Dominici de Pierre Boutron
- 2004 : La Cliente de Pierre Boutron
- 2004 : Nadia et Sarra (en) de Moufida Tlatli
- 2005 : Le Rainbow Warrior de Pierre Boutron
- 2005 : Le Voyageur de la Toussaint de Philippe Laïk
- 2006 : Monsieur Léon de Pierre Boutron

#### Courts métrages
- 1960 : Photo souvenir de Henri Fabiani
- 1961 : Gala de Jean-Daniel Pollet

### Comme cadreur
- 1961 : Cléo de 5 à 7 d'Agnès Varda
- 1962 : L'Œil du Malin de Claude Chabrol
- 1963 : Ophélia de Claude Chabrol
- 1963 : Landru de Claude Chabrol
- 1963 : Peau de banane de Marcel Ophüls

### Comme assistant opérateur
- 1958 : Véronique et son cancre d'Éric Rohmer (court-métrage)
- 1959 : Le Beau Serge de Claude Chabrol
- 1959 : Les Cousins de Claude Chabrol
- 1959 : Le Signe du lion d'Éric Rohmer
- 1959 : Les Quatre Cents Coups de François Truffaut
- 1960 : Le Farceur de Philippe de Broca
- 1960 : Les Jeux de l'amour de Philippe de Broca